# Alice Joyce
Pour les articles homonymes, voir Joyce.

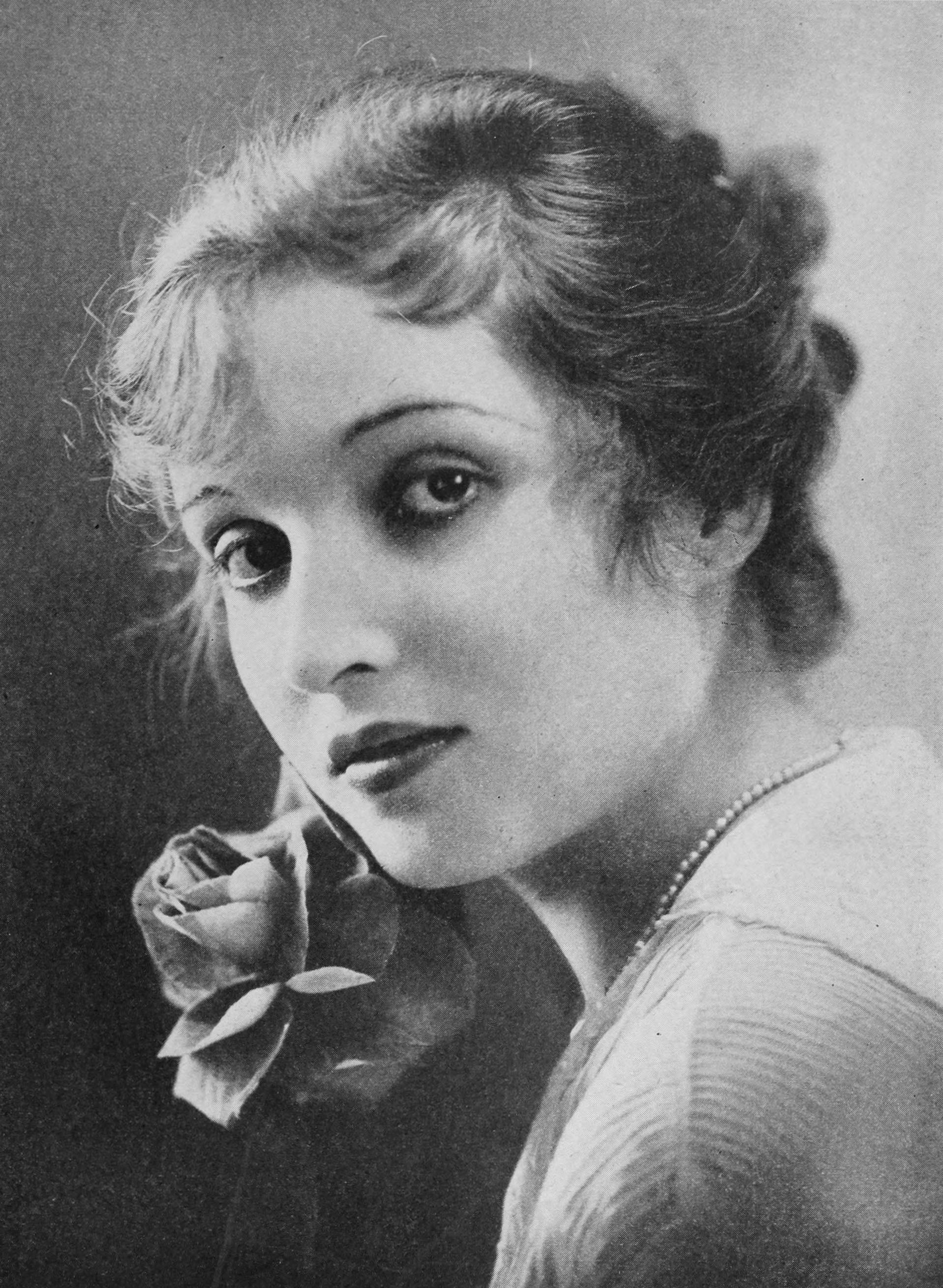
En 1917

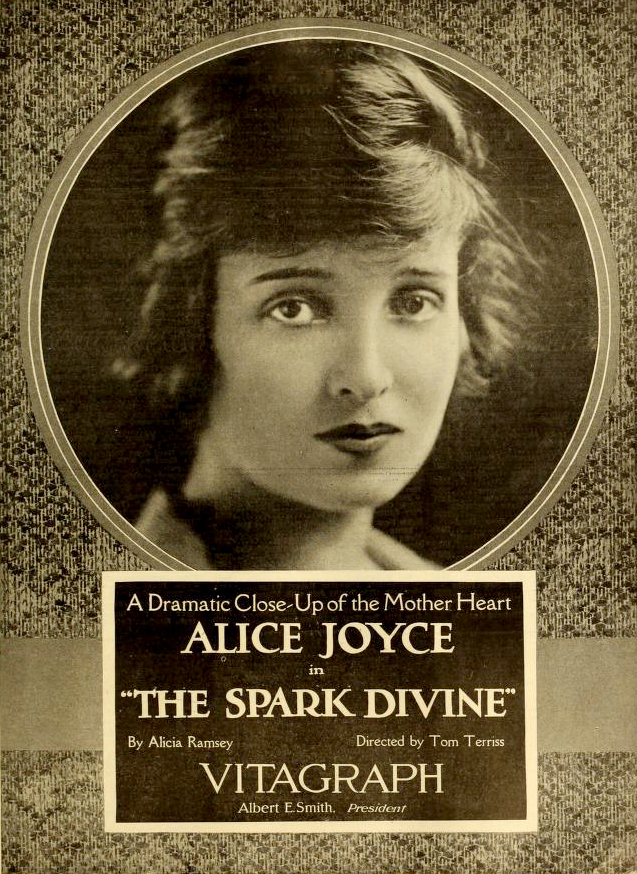
Publicité (1919)

Alice Joyce, née le 1er octobre 1890 à Kansas City, Missouri (États-Unis) et morte le 9 octobre 1955 à Hollywood (Californie), est une actrice américaine.

## Biographie
Après avoir travaillé comme opératrice de téléphonie dès 13 ans, puis comme mannequin, Alice Joyce a rejoint la compagnie cinématographique Kalem Company à 20 ans. Celle-ci la forma au métier d'actrice, lui faisant faire ses débuts dans La Fille du diacre (1910). Elle atteint une popularité dans des rôles de femmes distinguées et pleines de charme dans de nombreux courts-métrages. Elle poursuit sa carrière à la Vitagraph, lorsque celle-ci eut racheté Kalem, sa carrière montant alors en flèche. Elle était si populaire dans ses rôles d'ingénue qu'elle jouait encore ces rôles à la fin des années 1920, pour finalement passer ensuite à des rôles de femmes plus matures. Elle a joué la mère de Clara Bow dans le très populaire film Dancing Mothers (1926). Après avoir quitté l'écran, elle a épousé le directeur Clarence Brown.

## Filmographie
- 1910 : La Fille du diacre
- 1910 : The Heart of Edna Leslie
- 1910 : The Engineer's Sweetheart
- 1910 : The Education of Elizabeth (it) de Sidney Olcott
- 1910 : The Roses of the Virgin
- 1910 : Rachel
- 1910 : The Rescue of Molly Finney
- 1910 : Her Indian Mother : La fille
- 1911 : The Trail of the Pomas Charm : Drooping Eyes
- 1911 : The Lost Ribbon : Jennie
- 1911 : The Mission Carrier
- 1911 : Slim Jim's Last Chance
- 1911 : Slabsides
- 1911 : The Loyalty of Don Luis Verdugo : Donna Maria
- 1911 : The Carrier Pigeon : Molly
- 1911 : The Love of Summer Morn : Summer Morn
- 1911 : A Cattle Herder's Romance
- 1911 : Reckless Reddy Reforms
- 1911 : The Badge of Courage : Jane Mayfield
- 1911 : The Indian Maid's Sacrifice
- 1911 : Over the Garden Wall : Nellie
- 1911 : Peggy, the Moonshiner's Daughter : Peggy
- 1911 : The Wasp : Suzanne
- 1911 : Don Ramon's Daughter : La fille de Don Ramon
- 1911 : The Branded Shoulder : Lillian « The Branded Baby » Winthrop
- 1911 : When Two Hearts Are Won
- 1911 : When the Sun Went Out
- 1911 : The Alpine Lease : Chick Jensen
- 1911 : The Blackfoot Halfbreed
- 1911 : The Mistress of Hacienda del Cerro
- 1911 : A Prisoner of Mexico : Ethel
- 1911 : The Peril of the Plains : Nancy
- 1911 : For Her Brother's Sake de George Melford
- 1911 : The Engineer's Daughter : Lillian
- 1911 : When California Was Won
- 1911 : The Temptation of Rodney Vane : Millie Waine
- 1911 : How Betty Captured the Outlaw : Betty
- 1911 : The Long Arm of the Law
- 1911 : Too Much Realism
- 1911 : Between Father and Son : Preciosa
- 1912 : Mrs. Simms Serves on the Jury : Mrs. Simms
- 1912 : The Russian Peasant : Princesse Olga
- 1912 : An Interrupted Wedding
- 1912 : A Princess of the Hills
- 1912 : An American Invasion
- 1912 : The Alcalde's Conspiracy : Melitta
- 1912 : The Bell of Penance : Dona Josefa
- 1912 : The Defeat of the Brewery Gang
- 1912 : Jean of the Jail : Jean
- 1912 : The Spanish Revolt of 1836 : Isabella
- 1912 : The Secret of the Miser's Cave
- 1912 : The Adventures of American Joe : La fille du propriétaire du ranch
- 1912 : The Mexican Revolutionist : Marcella
- 1912 : The Stolen Invention : Gladys Conery, la fille
- 1912 : The Outlaw
- 1912 : The Gun Smugglers : La fille du voleur
- 1912 : The Bag of Gold
- 1912 : The Colonel's Escape
- 1912 : The Organ Grinder (it) : Pepina
- 1912 : Saved by Telephone : Mrs. Lawson
- 1912 : The Suffragette Sheriff : Bill's wife
- 1912 : Fantasca, the Gipsy : Fantasca
- 1912 : The Family Tyrant
- 1912 : The Soldier Brothers of Susanna
- 1912 : Freed from Suspicion : Mary
- 1912 : The Wandering Musician
- 1912 : Rube Marquard Marries
- 1912 : Saved from Court Martial
- 1912 : Bridget's Sudden Wealth
- 1912 : The Street Singer : Pepita
- 1912 : The County Fair : Mary
- 1912 : The Strange Story of Elsie Mason : Elsie Mason / Christine Hastings
- 1912 : The Mystery of Grandfather's Clock : Nellie Morse
- 1912 : The Young Millionaire : Anna Newton
- 1912 : A Battle of Wits : Sue Elwood
- 1912 : A Daughter's Sacrifice : Alice Wells
- 1912 : A Race with Time
- 1912 : The Finger of Suspicion : Kathleen
- 1912 : A Business Buccaneer
- 1913 : The Flag of Freedom : Betsy Ross
- 1913 : The Nurse at Mulberry Bend : Rose, the Nurse
- 1913 : The Cub Reporter's Temptation
- 1913 : The Senator's Dishonor : Ethel Warren
- 1913 : In the Power of Blacklegs
- 1913 : The $20,000 Carat : Mary Hamilton
- 1913 : The American Princess : Princess Alexa
- 1913 : The Exposure of the Land Swindlers
- 1913 : In the Grip of a Charlatan : Anne Sinclair
- 1913 : A Streak of Yellow : Evelyn Gregory
- 1913 : The Sneak : Evelyn Dupont
- 1913 : The Heart of an Actress : Alice Stewart
- 1913 : The Adventure of an Heiress : Florence Baker
- 1913 : The Artist's Sacrifice : Neil Winston
- 1913 : When Fate Decrees : Jane Hallowell
- 1913 : The Pawnbroker's Daughter : Esther Dreyfus
- 1913 : The Attorney for the Defense : Ruth Davenport
- 1913 : The Cloak of Guilt : Helen Dana
- 1913 : A Victim of Deceit : Fern Barclay
- 1913 : A Thief in the Night : The Wife
- 1913 : A Bolt from the Sky : Wynne Carter
- 1913 : For Her Sister's Sake
- 1913 : The Christian : Esther
- 1913 : The Fatal Legacy
- 1913 : The Midnight Message : Sybil Douglas
- 1913 : The Riddle of the Tin Soldier : Madelyn Mack
- 1913 : Our New Minister : Lem's daughter
- 1913 : Perils of the Sea
- 1913 : The Octoroon
- 1913 : The Hunchback : Marie Carver
- 1913 : An Unseen Terror : Anita
- 1914 : The Hand Print Mystery : Ruth
- 1914 : The Shadow : Sarah
- 1914 : The Cabaret Dancer : Linee Hayden
- 1914 : The Dance of Death : Mabel
- 1914 : A Celebrated Case
- 1914 : Nina o' the Theatre : Mrs. Nina Brent
- 1914 : The Show Girl's Glove : Mrs. Mary Hampton
- 1914 : The Weakling : Nancy Berry
- 1914 : In Wolf's Clothing : Daisy Brooks
- 1914 : The Beast : Edith
- 1914 : The Vampire's Trail : Laura Payne
- 1914 : The Old Army Coat : Alice
- 1914 : The Brand de Kenean Buel : Mary Halleck
- 1914 : The Mystery of the Sleeping Death : Lizzie
- 1914 : The Green Rose
- 1914 : The Viper : Mary Putnam
- 1914 : Fate's Midnight Hour
- 1914 : The Girl and the Stowaway : Adele Colby
- 1914 : The Lynbrook Tragedy : Ruth Malloy
- 1914 : The Riddle of the Green Umbrella : Madelyn Mack
- 1914 : The Theft of the Crown Jewels : Princess Zavia of Eltwich-Haldmandt
- 1914 : The Price of Silence : Barbara Ragan
- 1914 : The School for Scandal : Lady Ann Teazle
- 1914 : The Mayor's Secretary
- 1915 : Cast Up by the Sea : Ruth Adams
- 1915 : The Leech : Grace
- 1915 : The Swindler : Bess Harris
- 1915 : Her Supreme Sacrifice : Ora Eames
- 1915 : The White Goddess : Elsie Farnum
- 1915 : Unfaithful to His Trust : Eugenia Burbank
- 1915 : The Girl of the Music Hall : Ida
- 1915 : The Face of the Madonna : Jane
- 1916 : Whom the Gods Destroy : Mary « Mar » O'Neil
- 1917 : The Courage of Silence : Mercedes
- 1917 : Womanhood, the Glory of the Nation : Mary Ward
- 1917 : Within the Law : Mary Turner
- 1917 : Her Secret : Clara Weston
- 1917 : The Question : Martha Wainwright
- 1917 : The Countess
- 1917 : Richard the Brazen : Harriet Renwyk
- 1917 : An Alabaster Box de Chester Withey : Lydia Bolton / Lydia Orr
- 1917 : The Fettered Woman : Angelina Allende
- 1918 : The Woman Between Friends : Cecelie White
- 1918 : The Choice
- 1918 : The Song of the Soul : Ann Fenton
- 1918 : The Business of Life : Jacqueline Nevers
- 1918 : The Triumph of the Weak : Edith Merrill
- 1918 : Find the Woman : Madeline Renard
- 1918 : To the Highest Bidder : Barbara Preston
- 1918 : Everybody's Girl : Florence
- 1919 : The Captain's Captain : Louise Greyling
- 1919 : The Lion and the Mouse de Tom Terriss : Shirley Rossmore
- 1919 : The Cambric Mask : Rose Ember
- 1919 : The Third Degree : Annie Sands
- 1919 : The Spark Divine : Marcia Van Ardale
- 1919 : The Winchester Woman de Wesley Ruggles : Agatha Winchester
- 1919 : The Vengeance of Durand : Marion Durand / Beatrice Durand
- 1920 : The Prey de George L. Sargent : Helen Reardon
- 1920 : Slaves of Pride : Patricia Leeds
- 1920 : The Sporting Duchess de George Terwilliger : Muriel, Duchesse de Desborough
- 1920 : Dollars and the Woman : Madge Hillyer
- 1920 : The Vice of Fools : Marion Rogers
- 1921 : Cousin Kate : Kate Curtis
- 1921 : Her Lord and Master : Indiana Stillwater
- 1921 : The Scarab Ring : Constance Randall
- 1921 : The Inner Chamber : Claire Robson
- 1923 : La Déesse rouge (The Green Goddess) de Sidney Olcott : Lucilla Crespin
- 1924 : La Folie d'une femme (White Man) de Louis J. Gasnier : Lady Andrea Pellor
- 1924 : Abnégation (The Passionate Adventure) de Graham Cutts : Drusilla Sinclair
- 1925 : Daddy's Gone A-Hunting de Frank Borzage : Edith
- 1925 : The Little French Girl : Madame Vervier
- 1925 : Voulez-vous m'épouser ? (Headlines) : Phyllis Dale
- 1925 : Le Gardien du foyer (The Home Maker) de King Baggot : Eva Knapp
- 1925 : Stella Dallas : Helen Morrison
- 1926 : Marisa, l'enfant volée (Mannequin) de James Cruze : Selene Herrick
- 1926 : Dancing Mothers : Ethel Westcourt
- 1926 : Beau Geste de Herbert Brenon : Lady Patricia Brandon
- 1926 : Pour une femme (The Ace of Cads) de Luther Reed : Eleanour
- 1926 : Aïe, mes aïeux ! (So's Your Old Man) de Gregory La Cava : Princesse Lescaboura
- 1927 : Sorrell and Son de Herbert Brenon : Fanny Garland
- 1928 : The Rising Generation : Mrs. Kent
- 1928 : 13 Washington Square : Mrs. De Peyster
- 1928 : The Noose de John Francis Dillon : Mrs. Bancroft
- 1929 : Tempête (The Squall) d'Alexander Korda : Maria Lajos
- 1930 : La Déesse rouge (The Green Goddess) d'Alfred E. Green : Lucilla Crespin
- 1930 : He Knew Women : Mrs. Alice Frayne
- 1930 : La Chanson de mon cœur (Song o' My Heart) de Frank Borzage : Mary O'Brien